# Kabinet-Arthur
Het kabinet–Arthur was de uitvoerende macht van de Amerikaanse overheid van 19 september 1881 tot 4 maart 1881. Vicepresident Chester Arthur uit New York van de Republikeinse Partij werd de 21e president van de Verenigde Staten na de moordaanslag op James Garfield waarna hij de termijn van Garfield afmaakte. Arthur werd verslagen tijdens de voorverkiezing voor de nominatie van de Republikeinse Partij voor de presidentsverkiezingen van 1884.
| Nr.     | Functie(s) | Functie(s)                            | Ambtsbekleder              | Ambtsbekleder                          | Ambtstermijn      | Ambtstermijn     | Partij(en) |
| ------- | ---------- | ------------------------------------- | -------------------------- | -------------------------------------- | ----------------- | ---------------- | ---------- |
| 21      |            | President van de Verenigde Staten     | Chester Arthur             | Chester Arthur (1829–1886)             | 19 september 1881 | 4 maart 1885     | R          |
|         |            | Vicepresident van de Verenigde Staten | Vacant                     | Vacant                                 | Vacant            | Vacant           | Vacant     |
| Kabinet |            |                                       |                            |                                        |                   |                  |            |
| Nr.     | Functie(s) | Functie(s)                            | Ambtsbekleder              | Ambtsbekleder                          | Ambtstermijn      | Ambtstermijn     | Partij(en) |
| 28      |            | Minister van Buitenlandse Zaken       | James Blaine               | James Blaine (1830–1893)               | 8 maart 1881      | 19 december 1881 | R          |
| 29      |            | Minister van Buitenlandse Zaken       | Frederick Frelinghuysen II | Frederick Frelinghuysen II (1817–1885) | 19 december 1881  | 8 maart 1885     | R          |
| 33      |            | Minister van Financiën                | William Windom             | William Windom (1827–1891)             | 4 maart 1881      | 14 november 1881 | R          |
| 34      |            | Minister van Financiën                | Charles Folger             | Charles Folger (1818–1884)             | 14 november 1881  | 4 september 1884 | R          |
| 35      |            | Minister van Financiën                | Walter Gresham             | Walter Gresham (1832–1895)             | 4 september 1884  | 30 oktober 1884  | R          |
| 36      |            | Minister van Financiën                | Hugh McCulloch             | Hugh McCulloch (1808–1895)             | 30 oktober 1884   | 8 maart 1885     | R          |
| 35      |            | Minister van Oorlog                   | Robert Todd Lincoln        | Robert Todd Lincoln (1843–1926)        | 4 maart 1881      | 4 maart 1885     | R          |
| 29      |            | Minister van de Marine                | William Hunt               | William Hunt (1823–1884)               | 4 maart 1881      | 16 april 1882    | R          |
| 30      |            | Minister van de Marine                | William Chandler           | William Chandler (1835–1917)           | 16 april 1882     | 4 maart 1885     | R          |
| 36      |            | Minister van Justitie                 | Wayne MacVeagh             | Wayne MacVeagh (1833–1917)             | 4 maart 1881      | 15 december 1881 | R          |
| 37      |            | Minister van Justitie                 | Benjamin Brewster          | Benjamin Brewster (1816–1888)          | 15 december 1881  | 4 maart 1885     | R          |
| 14      |            | Minister van Binnenlandse Zaken       | Samuel Kirkwood            | Samuel Kirkwood (1813–1894)            | 8 maart 1881      | 18 april 1882    | R          |
| 15      |            | Minister van Binnenlandse Zaken       | Henry Teller               | Henry Teller (1830–1914)               | 18 april 1882     | 4 maart 1885     | R          |
| 32      |            | Minister van Posterijen               | Thomas James               | Thomas James (1831–1916)               | 4 maart 1881      | 20 december 1881 | R          |
| 33      |            | Minister van Posterijen               | Timothy Howe               | Timothy Howe (1816–1883)               | 20 december 1881  | 15 maart 1883    | R          |
|         |            | Minister van Posterijen               | Vacant                     |                                        |                   |                  |            |
| 34      |            | Minister van Posterijen               | Walter Gresham             | Walter Gresham (1832–1895)             | 10 april 1883     | 4 september 1884 | R          |
|         |            | Minister van Posterijen               | Vacant                     |                                        |                   |                  |            |
| 35      |            | Minister van Posterijen               | Frank Hatton               | Frank Hatton (1846–1894)               | 14 oktober 1884   | 4 maart 1885     | R          |

Washington ·
J. Adams ·
Jefferson ·
Madison ·
Monroe ·
J.Q. Adams ·
Jackson ·
Van Buren ·
W.H. Harrison ·
Tyler ·
Polk ·
Taylor ·
Fillmore ·
Pierce ·
Buchanan ·
Lincoln ·
A. Johnson ·
Grant ·
Hayes ·
Garfield ·
Arthur ·
Cleveland I ·
B. Harrison ·
Cleveland II ·
McKinley ·
T. Roosevelt ·
Taft ·
Wilson ·
Harding ·
Coolidge ·
Hoover ·
F.D. Roosevelt ·
Truman ·
Eisenhower ·
Kennedy ·
L.B. Johnson ·
Nixon ·
Ford ·
Carter ·
Reagan ·
G.H.W. Bush ·
Clinton ·
G.W. Bush ·
Obama ·
Trump I ·
Biden ·
Trump II